# Matalasaari (ö i Södra Savolax, Pieksämäki)
Matalasaari är en ö i Finland. Den ligger i sjön Naarajärvi och i kommunen Pieksämäki i den ekonomiska regionen  Pieksämäki ekonomiska region  och landskapet Södra Savolax, i den södra delen av landet, 260 km nordost om huvudstaden Helsingfors. Öns area är 1,1 hektar och dess största längd är 210 meter i öst-västlig riktning.